# Vithakad jakamar
Vithakad jakamar (Galbula tombacea) är en fågel i familjen jakamarer inom ordningen jakamar- och trögfåglar.

## Utseende och läte
Vithakad jakamar liknar många andra arter i familjen, glittrande smaragdgrön med rostfärgad buk, lång stjärt och en lång och spetsig näbb. Den vita hakan som gett arten dess namn är inte särskilt framträdande men vanligen synlig. Noterbart är även brunaktig hjässa. Könen liknar varandra och skiljer sig åt endast genom att honan har ljusare buk.

## Utbredning och systematik
Vithakad jakamar delas in i två underarter med följande utbredning:
- Galbula tombacea tombacea – förekommer från Amazonas i Colombia till östra Ecuador, nordöstra Peru och västra Brasilien
- Galbula tombacea mentalis – förekommer i centrala och västra Amazonas i Brasilien

## Levnadssätt
Vithakad jakamar hittas i högresta låglänta skogar, ofta i närheten av vatten. Där ses den i par i de lägre till mellersta skikten.

## Status och hot
Arten har ett stort utbredningsområde, men tros minska i antal, dock inte tillräckligt kraftigt för att den ska betraktas som hotad. Internationella naturvårdsunionen IUCN listar arten som livskraftig (LC).